# Servicio Clandestino de Defensa
El Servicio Clandestino de Defensa (del inglés: Defense Clandestine Service) es un brazo de la Agencia de Inteligencia de Defensaque lleva a cabo espionaje clandestino, actividades de recopilación de inteligencia y operaciones clasificadas en todo el mundo con el objetivo de proporcionar información y responder a los objetivos de defensa a nivel nacional para los altos mandos militares y los formuladores de políticas de Estados Unidos. Integrado por personal civil y militar, el Servicio Clandestino de Defensa es parte del Directorado de Operaciones de la DIA y trabaja conjuntamente con el Directorado de Operaciones de la Agencia Central de Inteligencia y el Comando Conjunto de Operaciones Especiales de las Fuerzas Armadas de Estados Unidos. El Servicio Clandestino de Defensa está integrado por unos 500 operativos clandestinos, que es aproximadamente el número de oficiales de casos que la CIA contaba a principios de 2000, antes de su expansión.
Contrariamente a algunos malentendidos públicos y mediáticos, el Servicio Clandestino de Defensa no es una "nueva" agencia de inteligencia sino más bien una consolidación, expansión y realineación de las actividades HUMINT existentes de Defensa, que han sido llevadas a cabo por la DIA durante décadas bajo varios nombres, y más recientemente como Servicio de Inteligencia Humana de Defensa.

## Historia
En 2012 el Pentágono anunció su intención de aumentar sus actividades de espionaje más allá de las zonas de guerra y centrarse más en objetivos de alta prioridad, como Irán. Con este fin, la DIA consolidó varios de sus elementos de inteligencia militar, incluido el Centro de Contraterrorismo e Inteligencia Humana de Defensa, la Actividad de Campo de Contrainteligencia, la Rama de Apoyo Estratégico y el Sistema de Agregados de Defensa. Este nuevo Servicio Clandestino de Defensa estaba programado para trabajar en estrecha colaboración con la CIA y el Comando Conjunto de Operaciones Especiales. Algunos funcionarios la han descrito como una segunda CIA.

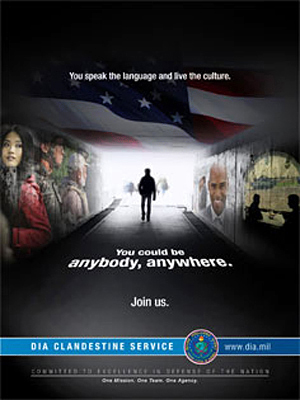
Poster de reclutamiento del Servicio Clandestino de Defensa.

El plan fue desarrollado en respuesta a un estudio clasificado completado en 2011 por el director de Inteligencia Nacional, que concluyó que los esfuerzos de espionaje de las Fuerzas Armadas de Estados Unidos debían centrarse preferentemente en objetivos importantes más allá de las consideraciones tácticas de Irak y Afganistán. Si bien en el pasado la DIA llevaba a cabo efectivamente su misión tradicional, y mucho más amplia, de proporcionar inteligencia a las tropas y comandantes en zonas de guerra, el estudio dijo que necesitaba centrar más su atención fuera de los campos de batalla en la "inteligencia nacional": recopilar y distribuir información sobre cuestiones globales y compartir esa inteligencia con otras agencias.Se esperaba que la realineación afectara a varios cientos de agentes que ya trabajaban en asignaciones de inteligencia en el extranjero, principalmente como oficiales de casos para la DIA, que sirve como la principal fuente de análisis e inteligencia humana del Pentágono. También se preveía que el nuevo servicio aumentara sus filas a varios cientos de operativos y que complementara la red de espionaje de la CIA, que se centra en una gama más amplia de amenazas no militares.
El Servicio Clandestino de Defensa original, como derivación del concepto Monarch Eagle, fue creado e implementado en 1984. Contó con el respaldo de los Senadores Barry Goldwater y Jesse Helms, junto con el apoyo del Presidente del Estado Mayor Conjunto, el General John Vessey, el Subsecretario del Ejército de Recursos Humanos y Asuntos de Reserva, William D. Clark, y el Subsecretario Adjunto de Defensa para Inteligencia, Frank Aurilio. El Servicio Clandestino de Defensa consolidó los programas clandestinos de inteligencia de cada uno de los servicios militares en un único programa del Departamento de Defensa, eliminando así la duplicación de esfuerzos y proporcionando una vía de ascenso para que los oficiales de casos alcanzaran el rango de almirante.